# Musée national du Palais de Venise
Le musée national du Palais de Venise (italien : Museo nazionale del Palazzo Venezia) est un musée de Rome, situé dans le palais de Venise. Propriété du ministère pour les Biens et Activités culturels depuis décembre 2014, il est - avec la Bibliothèque d'archéologie et d'histoire de l'art également située à l'intérieur du bâtiment - l'un des 43 musées du Polo museale del Lazio. L'entrée est située Piazza Venezia.

## Historique
Le palais de Venise est acquis par l'État italien en 1916, qui décide d'y créer un musée national. Ouvert en 1921 comme musée des arts appliqués, il reçut des pièces provenant de l'ancien musée Kircher (du Collège romain) et du musée Artistique et Industriel. Le musée ferma ses portes en 1929, devenant le siège du parti fasciste jusqu'en 1943. À la fin de la guerre il rouvrit au public. Il reçut en 1959 l'importante collection d'armes et d'armures du prince Odescalchi acquise par l'État, soit 1 200 pièces.

## Collections
Il abrite des collections d'art décoratif : céramiques, bronzes, médailles, tapisseries, argenterie, étoffes, émaux, sceaux, armes, meubles, verreries, tableaux et sculptures. Le musée conserve les peintures d'artistes tels que Fra Angelico, Giorgione, Giotto, Benozzo Gozzoli, le Guerchin, Carlo Maratta, Pisanello, Guido Reni, Giorgio Vasari. Dans la loggia extérieure (jardin de Paul II) est situé un lapidaire.
Le musée propose également des expositions au rez-de-chaussée. 

### Œuvres importantes
- Pisanello : Portrait de femme
- Giorgione (attr.) : Double Portrait, vers 1502
- Carlo Maratta : Cléopâtre
- François-Hubert Drouais : Portrait de la femme en bleu

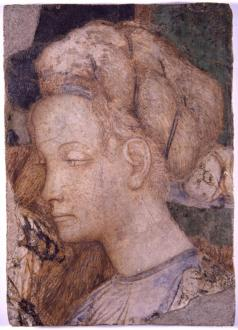
Portrait de femme, Pisanello
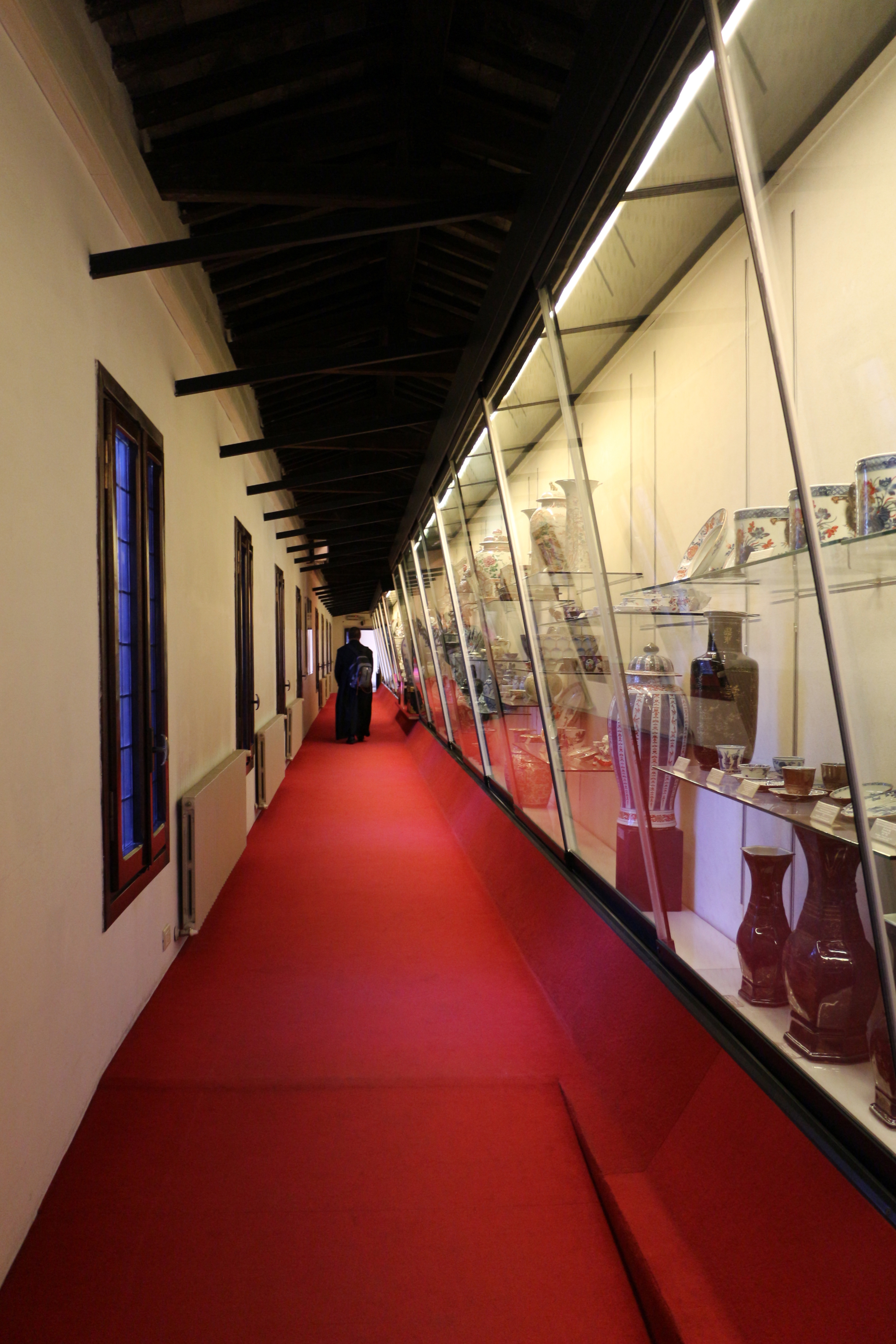
Corridor des porcelaines
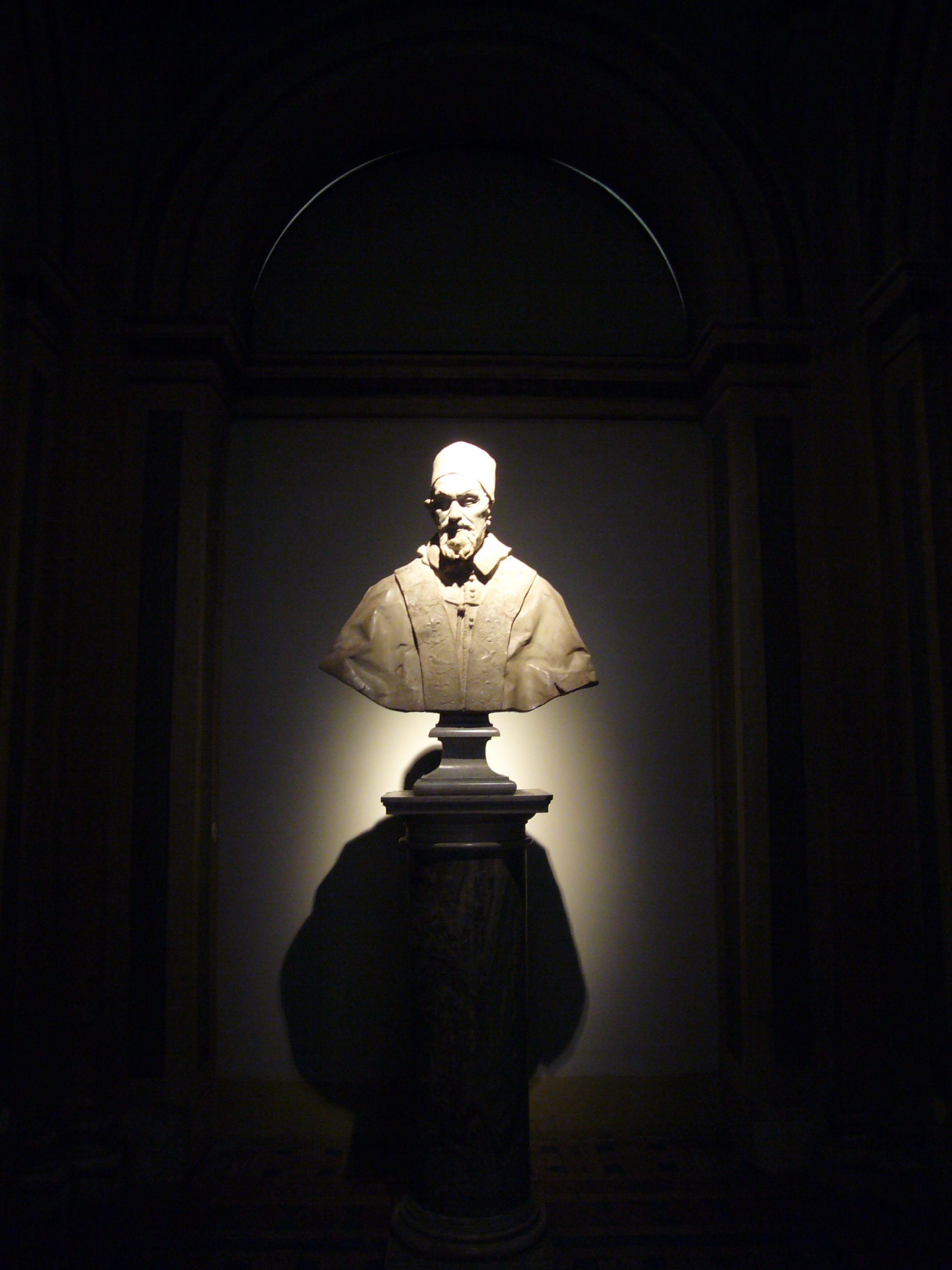
L'Algarde : Innocent X
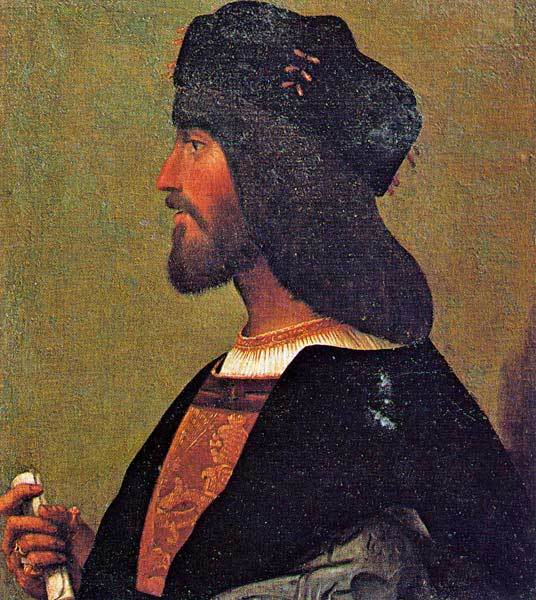
Cesare Borgia (anonyme)
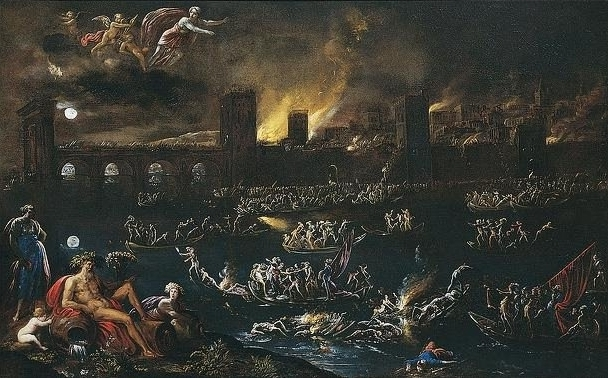
Tassi : Arrivée de Cléopâtre à Tarse
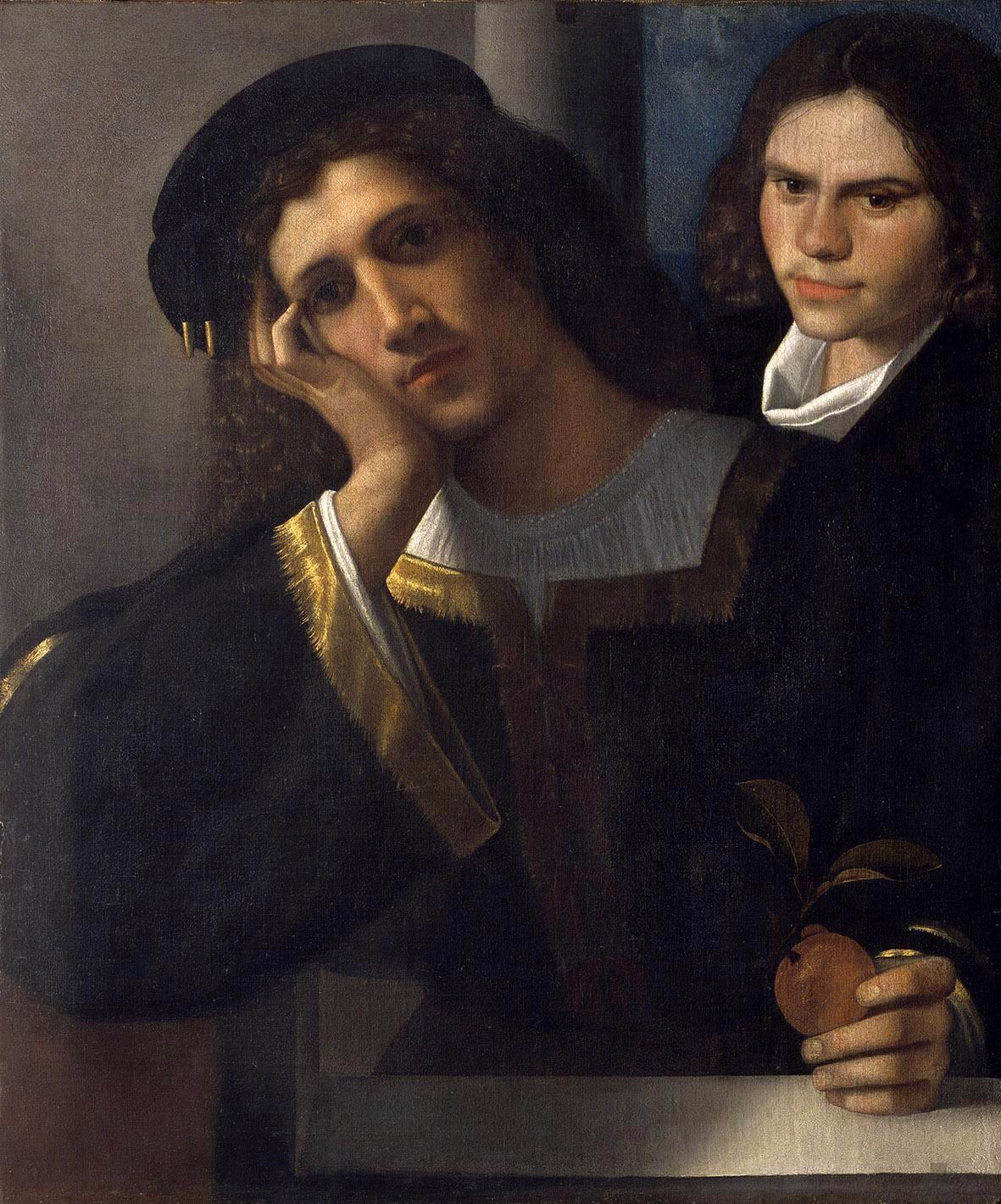
Double Portrait, Giorgione (attr.)

## Autres projets
- VIAF
- ISNI
- BnF (données)
- IdRef
- LCCN
- GND
- CiNii
- Espagne
- Israël
- NUKAT
- Catalogne
- Vatican
- Australie
- Norvège
- Tchéquie
- WorldCat

.